# Сыямяэ
Сы́ямяэ (эст. Sõjamäe — «Гора войны») — микрорайон в районе Ласнамяэ города Таллина, столицы Эстонии.

## География

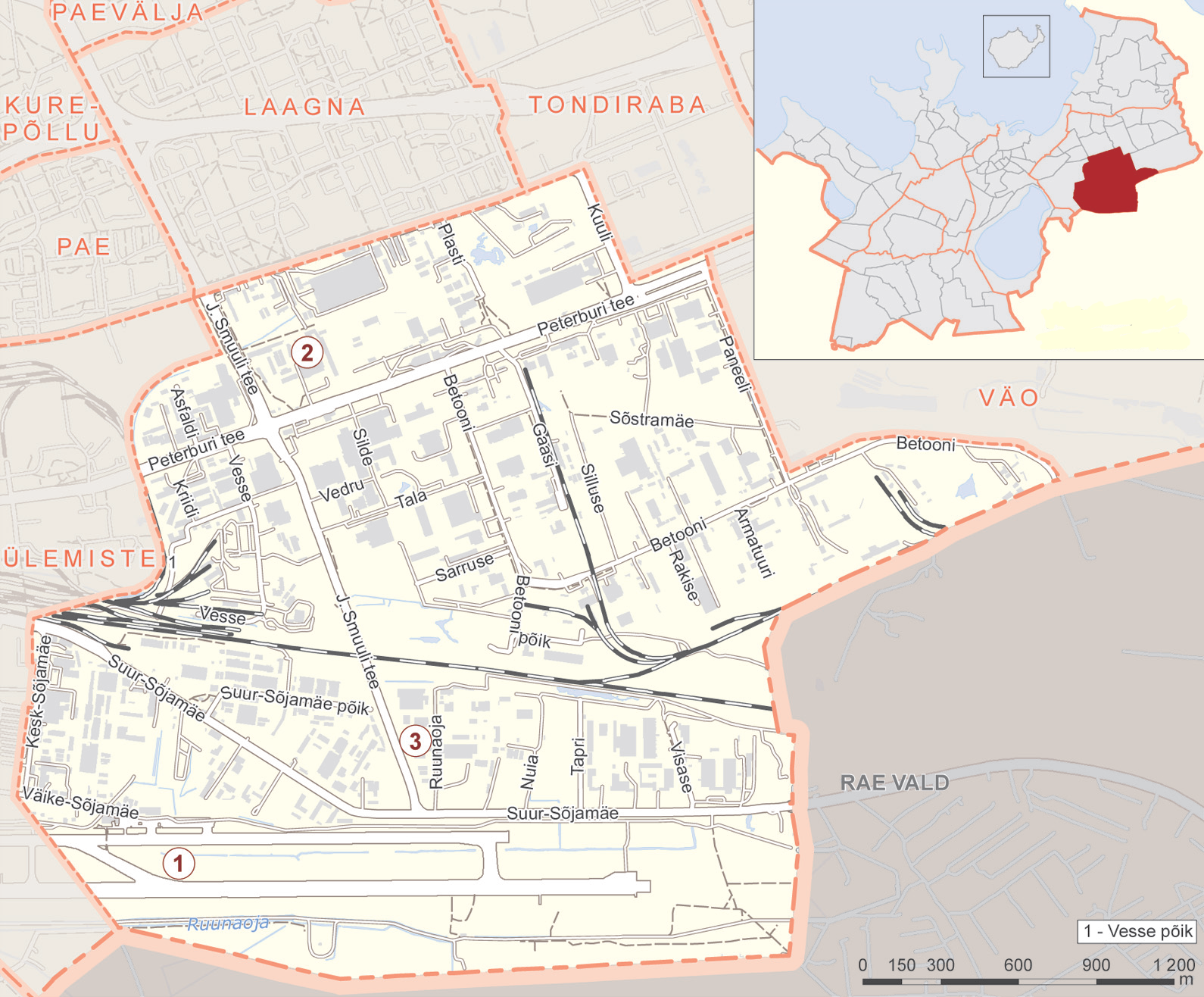
Карта микрорайона Сыямяэ

Расположен в юго-восточной части Таллина, на возвышенности Сыямяги. Граничит с микрорайонами Юлемисте, Лаагна, Тондираба и Вяо и с волостью Раэ. Площадь — 7,47 км². Плотность населения на 1 января 2023 года — 18,5 чел/км².

## Улицы
В микрорайоне Сыямяэ проходят улицы Арматуури, Асфальди, Бетоони, Бетоони пыйк, Ведру, Вессе, переулок Вессе, Висазе, Вяйке-Сыямяэ, Гаази, Канали, Кеск-Сыямяэ, Крийди, Куули, Нуйа, Панеэли, Петербургское шоссе, Пласти, Пунане, Ракизе, Руунаоя, Саррузе, Силде, Силлузе, Юхана Смуула, Суур-Сыямяэ, Суур-Сыямяэ пыйк, Сыстрамяэ, Тала, Тапри.

## Население
| Численность населения микрорайона Сыямяэ на 1 января по данным Регистра народонаселения | Численность населения микрорайона Сыямяэ на 1 января по данным Регистра народонаселения | Численность населения микрорайона Сыямяэ на 1 января по данным Регистра народонаселения | Численность населения микрорайона Сыямяэ на 1 января по данным Регистра народонаселения | Численность населения микрорайона Сыямяэ на 1 января по данным Регистра народонаселения | Численность населения микрорайона Сыямяэ на 1 января по данным Регистра народонаселения | Численность населения микрорайона Сыямяэ на 1 января по данным Регистра народонаселения | Численность населения микрорайона Сыямяэ на 1 января по данным Регистра народонаселения | Численность населения микрорайона Сыямяэ на 1 января по данным Регистра народонаселения | Численность населения микрорайона Сыямяэ на 1 января по данным Регистра народонаселения | Численность населения микрорайона Сыямяэ на 1 января по данным Регистра народонаселения | Численность населения микрорайона Сыямяэ на 1 января по данным Регистра народонаселения | Численность населения микрорайона Сыямяэ на 1 января по данным Регистра народонаселения | Численность населения микрорайона Сыямяэ на 1 января по данным Регистра народонаселения | Численность населения микрорайона Сыямяэ на 1 января по данным Регистра народонаселения |
| 2008                                                                                    | 2010                                                                                    | 2011                                                                                    | 2012                                                                                    | 2013                                                                                    | 2014                                                                                    | 2015                                                                                    | 2016                                                                                    | 2017                                                                                    | 2018                                                                                    | 2019                                                                                    | 2020                                                                                    | 2021                                                                                    | 2022                                                                                    | 2023                                                                                    |
| --------------------------------------------------------------------------------------- | --------------------------------------------------------------------------------------- | --------------------------------------------------------------------------------------- | --------------------------------------------------------------------------------------- | --------------------------------------------------------------------------------------- | --------------------------------------------------------------------------------------- | --------------------------------------------------------------------------------------- | --------------------------------------------------------------------------------------- | --------------------------------------------------------------------------------------- | --------------------------------------------------------------------------------------- | --------------------------------------------------------------------------------------- | --------------------------------------------------------------------------------------- | --------------------------------------------------------------------------------------- | --------------------------------------------------------------------------------------- | --------------------------------------------------------------------------------------- |
| 114                                                                                     | ↗121                                                                                    | →121                                                                                    | ↗126                                                                                    | ↗130                                                                                    | ↗140                                                                                    | ↘132                                                                                    | ↗138                                                                                    | ↘128                                                                                    | ↘118                                                                                    | ↗120                                                                                    | ↗122                                                                                    | ↗128                                                                                    | ↘127                                                                                    | ↗138                                                                                    |

## История
В 1343 году на холме Сыямяги произошло одно из решающих сражений Крестьянской войны.
Ранее на востоке микрорайона находилось верховое болото Сыямяэ. Площадь болота составляла 1 км², средняя толщина торфяника была 2,5 метра, а максимальная толщина — 6,7 метра. Из болота брали начало ручьи Руунаоя (эст. Ruunaooja) и Хундикуристику (эст. Hundikuristiku). В наше время следов болота практически не осталось.
В 1817 году ревельский мясник Иоганн Веймар построил в окрестностях современной улицы Вяйке-Сыямяэ летнюю мызу Веймарсхоф (нем. Weymarshof). Позже мыза получила эстонское название Сыямяэ (эст. Sõjamäe suvemõis), которое дало затем это название новому микрорайону. В 1887 году большая часть земель мызы была сдана в аренду. В 1926 году земли арендаторов перешли в собственность государства. В 1928 году границы арендной земли были изменены и на 1028 гектарах были построены 362 хутора. К 1931 году у мызы Сыямяэ оставалось 35 гектаров земли. В настоящее время на месте бывшего главного здания мызы находится аэропорт.
С 1960-х годов на территории Сыямяэ началось строительство промышленных предприятий. Здесь был построен табачная фабрика «Eesti Tubakas» и технологическое бюро «Дезинтегратор». В 1984 году на улице Суур-Сыямяэ был построен цех производственного объединения «Полимер». В 1993 году в микрорайоне был построен завод одного из крупнейших работодателей в Таллине — компании «Elcoteq». Летом 2012 года предприятие получило другое название — акционерное общество «Eolane Tallinn», и по состоянию на 31 марта 2025 года численность его работников составила 212 человек. Новое месторасположение предприятия — улица Суур-Паала, д. 19 (микрорайон Юлемисте). 
Микрорайон Сыямяэ застроен в основном промышленными, торговыми и офисными зданиями.

## Важнейшие объекты
В южной части микрорайона находится часть территории Таллинского аэропорта имени Леннарта Мери.
На перекрёстке Петербургского шоссе и улицы Юхана Смуула расположены торговый центр «Maksimarket», строительный магазин «Bauhof» и строительный магазин «Ehituse ABC». 
По адресу Петербургское шоссе, д. 67 расположены производственные здания фирмы «Ericsson Eesti», дочернего предприятия шведской компании «Ericsson» (его юридический адрес — ул. Валукоя 8/1). Численность работников этого предприятия на 31 марта 2025 года составляла 1779 человек.

## Общественный транспорт
В микрорайоне курсируют городские автобусы маршрутов № 7, 13, 15, 48, 49, 54, 55.

## Галерея

Микрорайон Сыямяэ
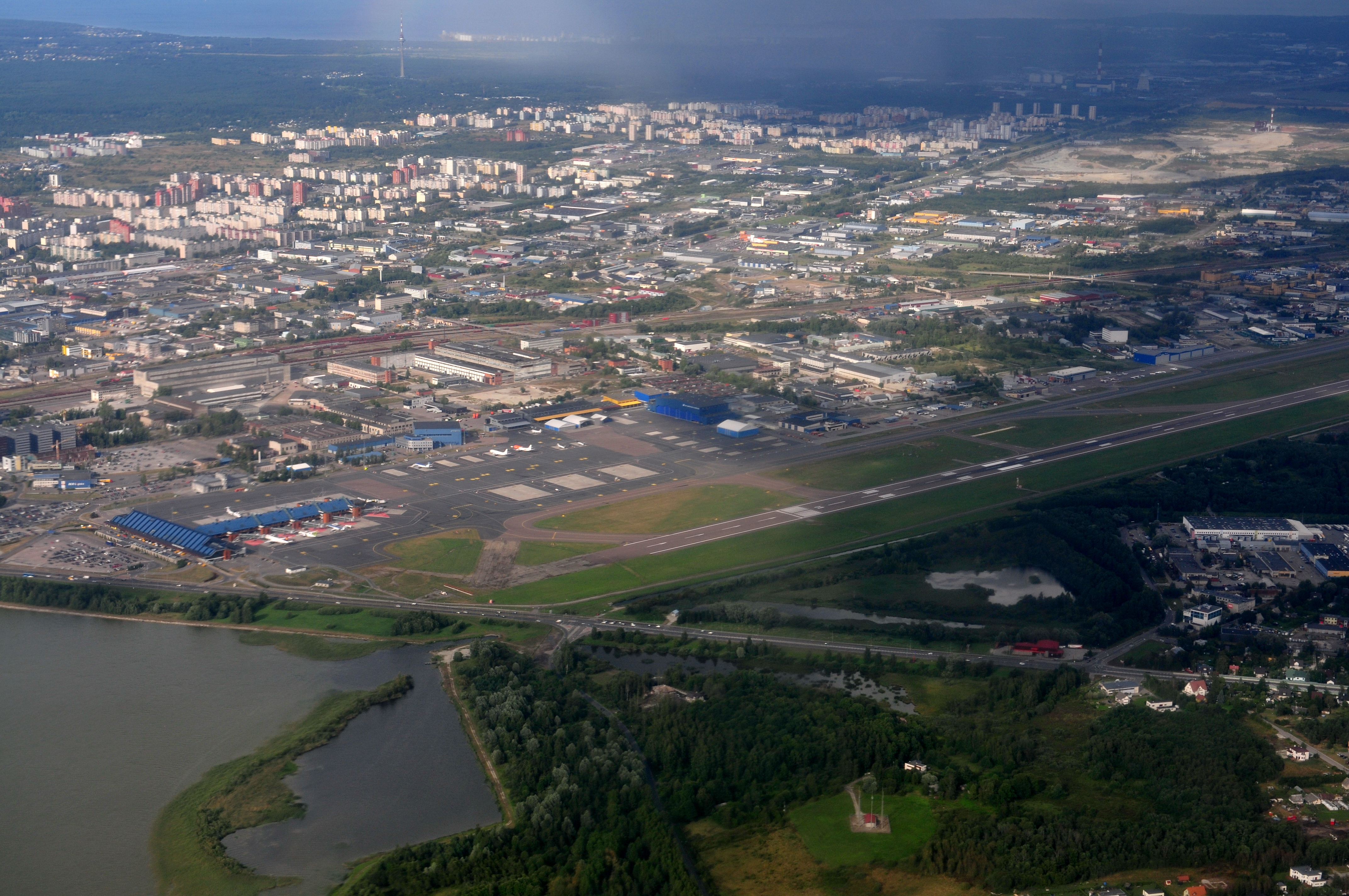
Вид с воздуха на микрорайон (в центре) и Таллинский аэропорт (слева)
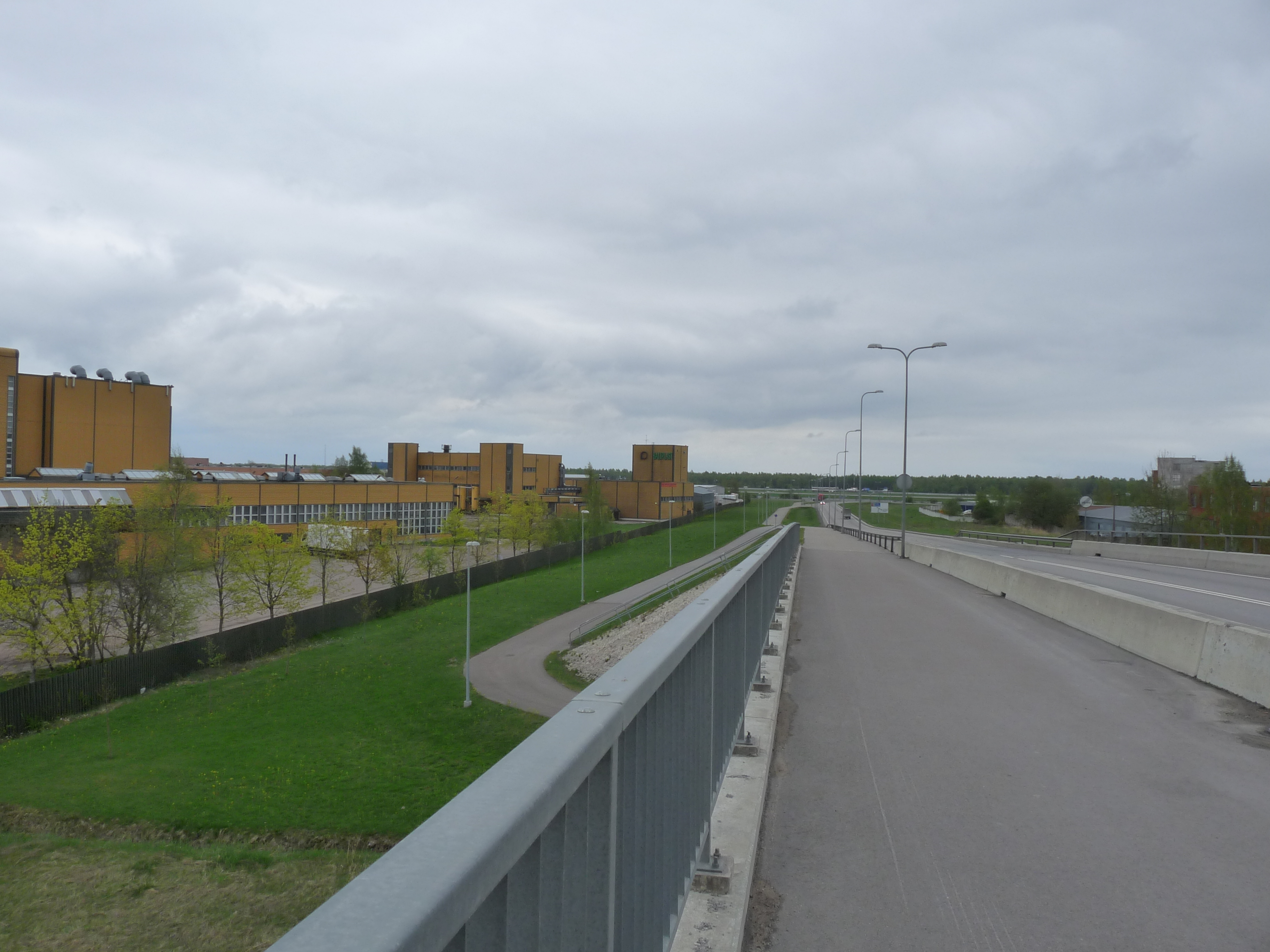
Вид на улицу Суур-Сыямяэ с моста Юхана Смуула
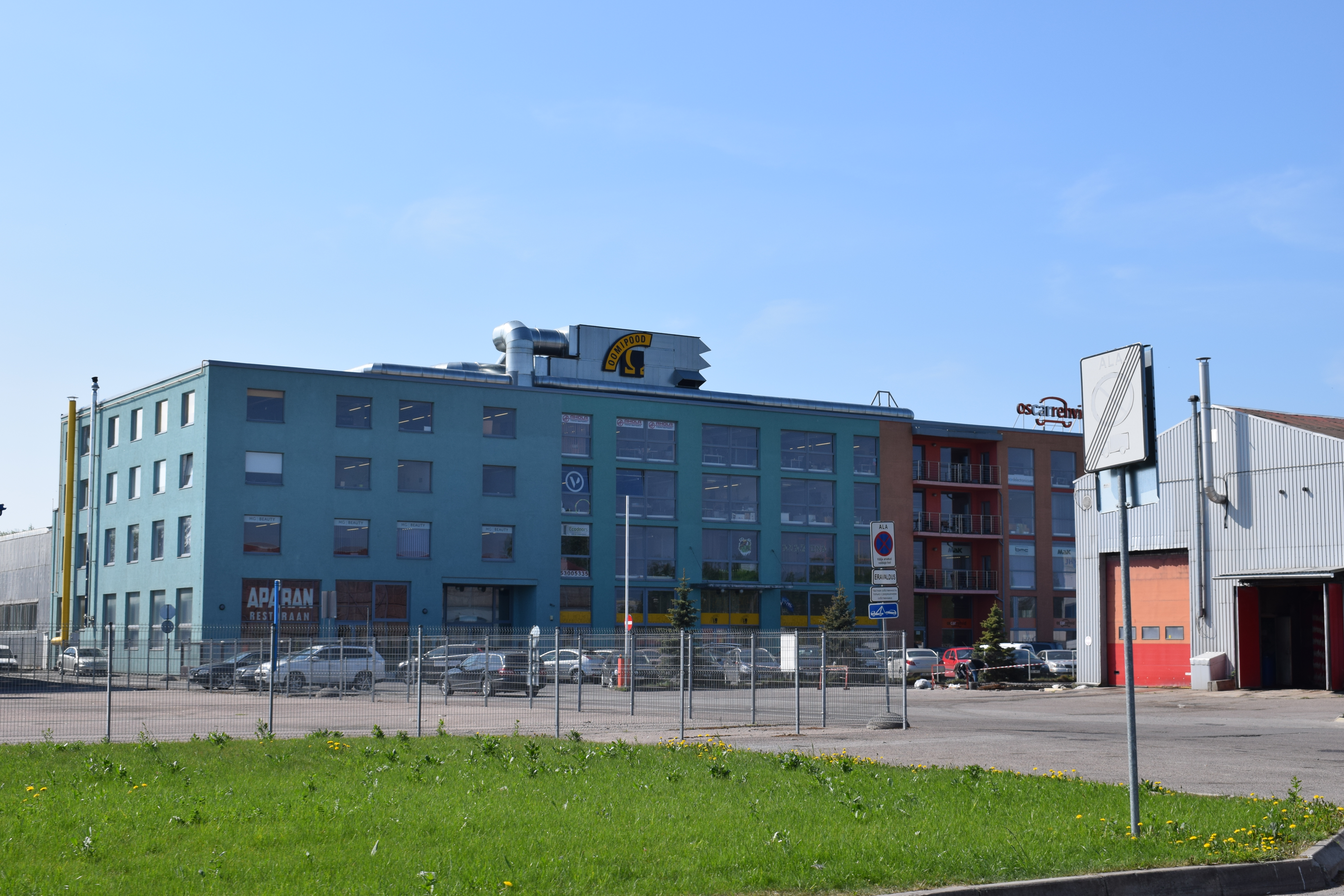
Петербургское шоссе, дом 90F
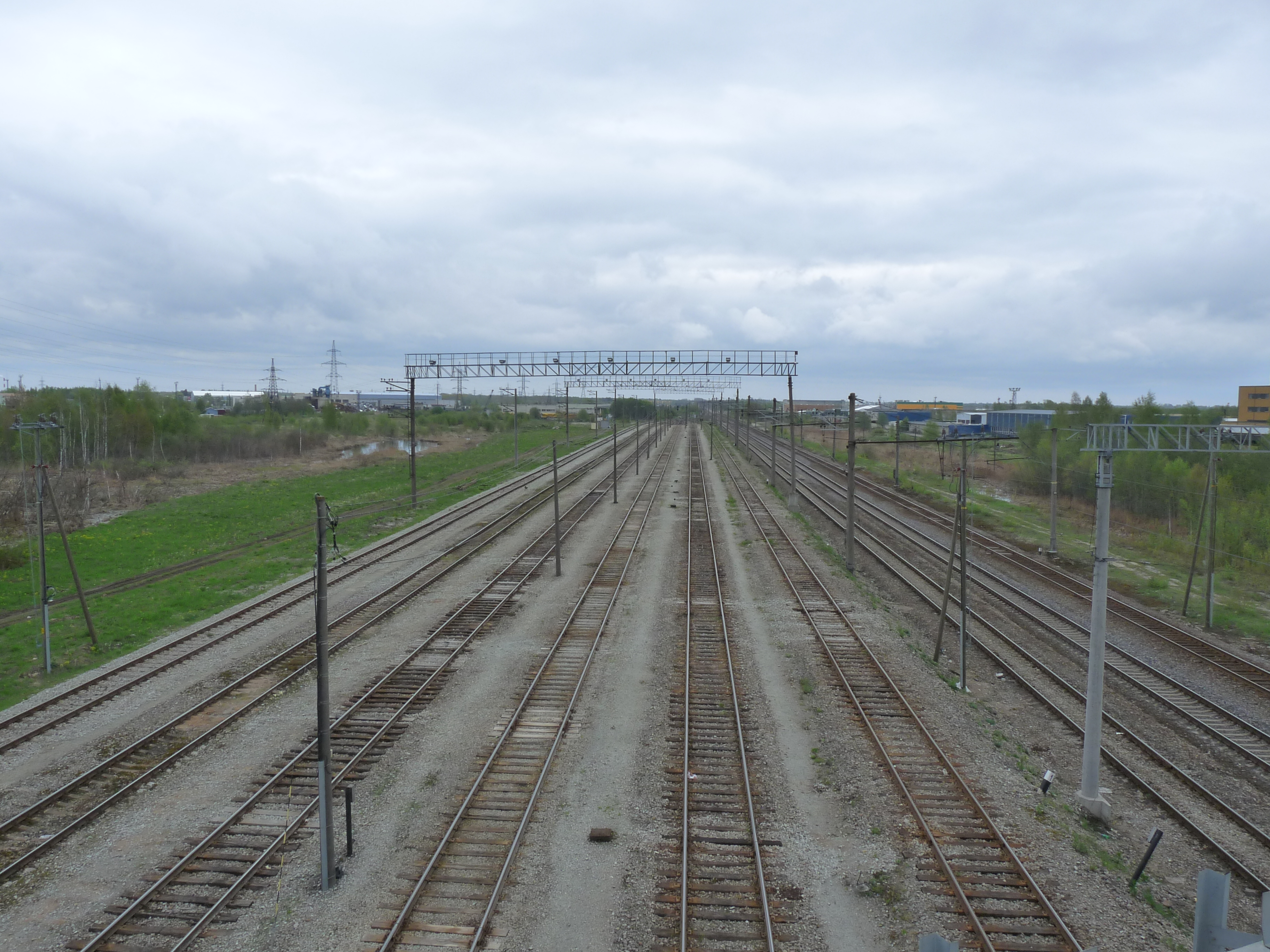
Вид с моста Юхана Смуула
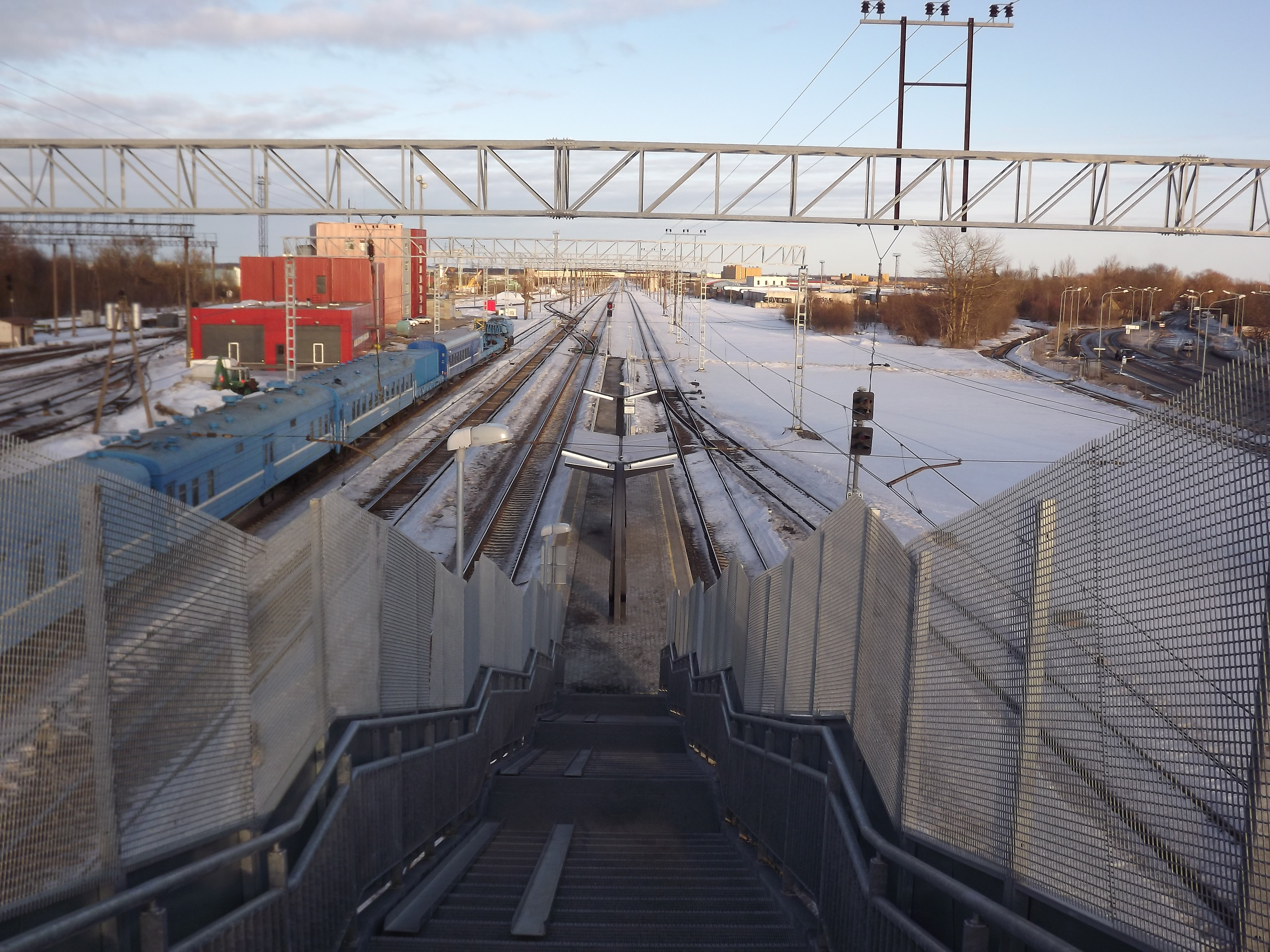
Железнодорожная остановка «Вессе»